# Afélia
L'afélia, mets emblématique de Chypre, est un ragoût de porc mariné au vin rouge et relevé avec des graines de coriandre.

## Ingrédients
Outre le filet de porc, ce mets nécessite du vin rouge, des graines de coriandre, de l'huile d'olive, du sel et du poivre.
À Chypre, la présence de Britanniques avait fait substituer du beurre à l'huile d'olive. Or ce mets doit être impérativement cuit à l'huile d'olive pour acquérir sa saveur. Les graines de coriandre, épice douce, ajoutent des notes d'agrume. Elles sont très utilisées dans les recettes traditionnelles de Chypre ou de Grèce.

## Préparation
Il faut faire mariner le filet de porc coupé en gros morceaux avec le vin rouge pendant quatre heures. Les morceaux sont ensuite dorés à l'huile d'olive. La cuisson se fait d'abord à vif pour saisir la viande puis la préparation est mise à mijoter pendant une heure.
Il existe une autre méthode de préparation, typiquement chypriote, où ce mets est cuit dans un plat en terre (appelé tava) dans un four d'argile.

## Accord mets/vin
Il est de tradition de servir ce mets avec le même vin qui a été utilisé pour la marinade. Sinon, les amateurs peuvent tenter un mariage avec du vin blanc à base de chardonnay, sauvignon ou riesling.